# Mein sprechender Goldfisch
Mein sprechender Goldfisch (Originaltitel: L’Agent immobilier, auf Deutsch: Der Immobilienmakler) ist eine 2019 produzierte französisch-belgische Miniserie, die nach einer Idee der Autoren Shira Geffen und Etgar Keret entstand. In der englischsprachigen Version wurde die Serie unter dem Titel The Middleman veröffentlicht.

## Handlung
Für Immobilienmakler Olivier Tronier sieht es nicht gut aus: Er hat finanzielle Probleme, Ärger mit seiner Exfrau und keine Wohnung, so dass er heimlich in den Wohnungen übernachtet, die er grade zu vermitteln versucht. Zudem ist vor kurzem seine Mutter verstorben. Unerwartet erbt er dadurch ein Mehrfamilienhaus in Paris, von dessen Existenz er nichts ahnte. Bei der Besichtigung des stark sanierungsbedürftigen Hauses kommt durch einen Unfall sein einziger Freund ums Leben, Olivier überlebt mit gebrochenem Arm und einer Kopfverletzung. Er nimmt den Goldfisch seines Freundes in Pflege, der scheinbar mit ihm spricht und in dessen Gegenwart er sich im Traum in demselben Haus in den 1970er-Jahren wiederfindet. Als Olivier kurzfristig Geld benötigt, lässt er sich auf ein Geschäft mit dem dubiosen Simon ein: Dieser will das Haus kaufen, wenn die letzte verbliebene Mieterin auszieht. Da diese jedoch ablehnt, droht Olivier eine hohe Vertragsstrafe.

## Hintergrund
Die Serie wurde am 13. September 2019 beim französischen Filmfest Festival de la Fiction TV uraufgeführt und gewann dort den Preis für das beste Drehbuch. Die erste Fernsehausstrahlung erfolgte am 1. Mai 2020 auf dem belgischen Pay-TV-Sender Be Séries, am 7. Mai 2020 erfolgte die Ausstrahlung in Deutschland und Frankreich auf arte. Bereits ab dem 30. April 2020 war die Serie in der arte-Mediathek abrufbar.
Die deutschsprachige Synchronisation entstand nach dem Dialogbuch und der Dialogregie von Henning Stegelmann bei der Studio Hamburg Synchron GmbH.

## Rezeption
D. J. Frederiksson findet in der Frankfurter Rundschau, „Mathieu Amalric brilliert in einer skurrilen Miniserie, die unter ihrem herrlich beiläufigen Humor viele tiefe, tragische Themen versteckt“ und es würden „um jede Ecke absurde Sprüche, trockener Humor, herrlicher Slapstick, dunkle Tragik um Tod und Familie, aber eben auch herrliche visuelle Neben-Gags“ warten.
Auf Kulturnews schreibt Felix Eisenreich: „Das israelische Regie- und Autorenpaar Etgar Keret und Shira Geffen inszeniert mit Mein sprechender Goldfisch eine subtile Serie voller unerwarteter Wendungen und grotesker Momente, die zum Lachen, Weinen und Kopfschütteln gleichzeitig einladen. Mathieu Amalric verkörpert den schmalen Grat zwischen totalem Irrsinn und liebenswerter Freundlichkeit hervorragend und der bizarre Humor weckt unweigerlich Assoziationen zu Fargo.“
In der Stuttgarter Zeitung findet Thomas Klingenmaier das Spiel von Mathieu Amalric „großartig“ und bezeichnet die Serie als „modernes Märchen, bei dem man nie sicher sein kann, was die nächste Szene bringen wird“.